# Vergänglichkeit der Schönheit
Vergänglichkeit der Schönheit ist ein Sonett von Christian Hoffmann von Hoffmannswaldau, das zu Lebzeiten unveröffentlicht blieb. Es ist ein Liebesgedicht, das im Kontext, aber auch als Parodie der in der Zeit des Barock häufigen Vanitas-Thematik zu lesen ist. Es wurde zuerst von Benjamin Neukirch unter dem Titel „Sonnet. Vergänglichkeit der schönheit“ 1695 in Leipzig veröffentlicht.

## Inhalt
Es wird der bleiche Todt mit seiner kalten Hand

Dir endlich mit der Zeit um deine Brueste streichen /

Der liebliche Corall der Lippen wird verbleichen;

Der Schultern warmer Schnee wird werden kalter Sand /

Der Augen suesser Blitz / die Kraeffte deiner Hand /

Fuer welchen solches faellt / die werden zeitlich weichen /

Das Haar / das itzund kan des Goldes Glantz erreichen /

Tilgt endlich Tag und Jahr als ein gemeines Band.

Der wohlgesetzte Fuß / die lieblichen Gebaerden /

Die werden theils zu Staub / theils nichts und nichtig werden /

Denn opfert keiner mehr der Gottheit deiner Pracht.

Diß und noch mehr als diß muß endlich untergehen /

Dein Hertze kan allein zu aller Zeit bestehen /

Dieweil es die Natur aus Diamant gemacht. 

## Formaler Aufbau und Stilmittel
Das Sonett besteht aus zwei Quartetten, bei denen ein umarmender Reim (abba) vorliegt und zwei Terzetten mit einem Schweifreim (ccd, eed). Alle vier Strophen sind aus jambischen Sechshebern mit Mittelzäsur aufgebaut, d. h. das Gedicht ist in Alexandrinern verfasst. Der erste, sowie der letzte Vers der Quartette enden immer stumpf (männlich), die dazwischenliegenden Verse besitzen klingende Versausgänge (weiblich). Bei den beiden Terzetten folgt auf je zwei weibliche Kadenzen eine männliche.
Angewendete Stilmittel sind bspw. die Oxymora „warmer Schnee“ und „kalter Sand“ (Vers 4), die Alliterationen „Goldes Glantz“ (Vers 7), das Hendiadyoin „nichts und nichtig“ (Vers 10) und die sprachliche Klimax („Diß und noch mehr als diß“ (Vers 12)).

## Interpretation
Das Gedicht erlaubt verschiedene Interpretationen. Hauptsächlich steht dabei die Antithese in den letzten drei Versen im Vordergrund. 
In der These des Gedichts geht es um die Vergänglichkeit der Schönheit und des Lebens überhaupt und greift somit das im Barock vorherrschende Vanitas-Motiv auf, doch Christian Hofmann von Hofmannswaldau beschreibt nur das Vergehen der äußerlichen Eigenschaften.
Nach der ersten Interpretation steht das „Hertze“ (Zeile 13) hier stellvertretend für die Seele, diese bleibt auch über die Schönheit bestehen. Das Sonett soll auf die Vergänglichkeit des Äußeren und somit auf dessen Nichtigkeit hinweisen, es ist ein Anreiz, über den Tod und Oberflächlichkeit nachzudenken.
Nach der zweiten Interpretation bezieht sich die Antithese darauf, dass die angesprochene Frau zwar schön ist, sich aber jeder Liebe entzieht, ihr Herz also hart wie ein Diamant bleibt, trotz der Werbeversuche des lyrischen Ichs. Diese Interpretation wird dadurch gestützt, dass das Thema der unerhörten Liebe bei Hofmannswaldau häufig auftritt, sowie dadurch, dass das „Herz aus Diamant“ als ein Herz, das sich nicht erweichen lässt, im Petrarca ein gängiges Bild darstellt. Der Petrarkismus stellt eine häufige Quelle für die deutsche Barocklyrik dar, so dass das Bild von Hofmannswaldau vermutlich daraus entnommen wurde. In weiteren Texten aus Deutschland und anderen Ländern findet sich dasselbe Bild oft in klarerer Form, so dass dieses Bild auch als gängige Metapher der Zeit Hofmanswaldaus angenommen werden kann. Der Diamant ist seinerseits ein Vanitas-Motiv, sodass die letzte Zeile als Mahnung im Sinn von Carpe diem interpretiert werden kann.

## Ausgaben
- Benjamin Neukirch (Hrsg.): Herrn von Hoffmannswaldau und andrer Deutschen auserlesene und bißher ungedruckte Gedichte. Fritsch, Leipzig 1695, S. 13.
- Christian Hofmann von Hofmannswaldau: Gedichte. Reclam, Stuttgart 1994, ISBN 3-15-008889-5, S. 95.